# 홋카이도척식은행

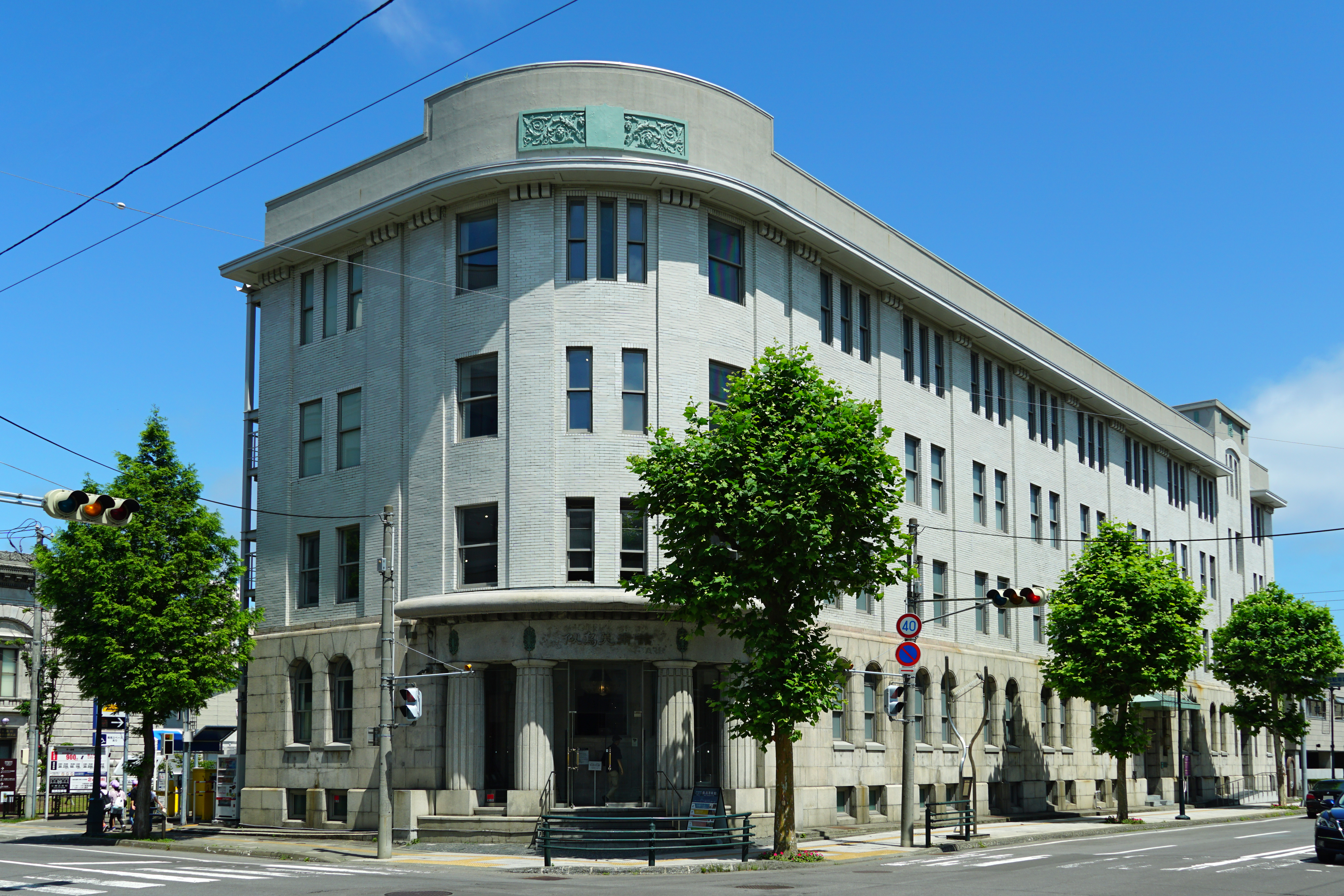
홋카이도척식은행

홋카이도척식은행(北海道拓殖銀行 홋카이도다쿠쇼쿠긴코[*], 영어: The Hokkaido Takushoku Bank, Ltd.)은 일본 홋카이도에 존재했던 은행이다. 제2차 세계 대전 종전까지 특수은행이었으며 이 업무를 계승하여 1998년까지 존재했던 도시은행이다.
홋카이도 외부의 언론이나 동종 업계 내에서는 북척(일본어: 北拓, ほくたく 호쿠타쿠[*])이라고도 불렸으나 일반적으로는 척은(일본어: 拓銀, たくぎん 다쿠긴[*]), 척은 씨(일본어: 拓銀さん, たくぎんさん 다쿠긴산[*])라고 불리며 서민들의 생활 가까이에 존재했던 은행이다.